# Joan Austin
Pour les articles homonymes, voir Austin.
Ne pas confondre avec Edith Austin et Tracy Austin, également joueuses de tennis.
Joan Austin successivement épouse Lycett, Chiesman, Jepson et Baker (23 janvier 1903, Londres - 2 avril 1998, Horley, Angleterre) est une joueuse de tennis britannique des années 1920.
À vingt ans, associée à Evelyn Colyer, elle a atteint la finale du double dames à Wimbledon en 1923. Surnommées « the babes » par la presse anglaise, toutes deux s'inclinent face à la paire Lenglen-Ryan. 
Elle est la sœur du joueur Bunny Austin.

## Palmarès (partiel)

### Finale en double dames
| No | Date       | Nom et lieu du tournoi      | Catégorie | Surface      | Vainqueures                    | Partenaire    | Score    |          |
| -- | ---------- | --------------------------- | --------- | ------------ | ------------------------------ | ------------- | -------- | -------- |
| 1  | 25/06/1923 | The Championships Wimbledon | G. Chelem | Gazon (ext.) | Suzanne Lenglen Elizabeth Ryan | Evelyn Colyer | 6-3, 6-1 | Parcours |

## Parcours en Grand Chelem (partiel)
Si l’expression « Grand Chelem » désigne classiquement les quatre tournois les plus importants de l’histoire du tennis, elle n'est utilisée pour la première fois qu'en 1933, et n'acquiert la plénitude de son sens que peu à peu à partir des années 1950.

### En simple dames
| Année | Championnat d'Australasie Championnat d'Australie | Championnat d'Australasie Championnat d'Australie | Championnat de France Internationaux de France | Championnat de France Internationaux de France | Wimbledon       | Wimbledon      | US National | US National |
| ----- | ------------------------------------------------- | ------------------------------------------------- | ---------------------------------------------- | ---------------------------------------------- | --------------- | -------------- | ----------- | ----------- |
| 1923  | -                                                 | -                                                 | -                                              | -                                              | 3e tour (1/16)  | Eleanor Rose   | -           | -           |
| 1924  | -                                                 | -                                                 | -                                              | -                                              | 1er tour (1/32) | W.M. Haughton  | -           | -           |
| 1925  | -                                                 | -                                                 | -                                              | -                                              | 1er tour (1/32) | M. Broquedis   | -           | -           |
| 1927  | -                                                 | -                                                 | -                                              | -                                              | 3e tour (1/16)  | Elsie Goldsack | -           | -           |
| 1928  | -                                                 | -                                                 | 2e tour (1/16)                                 | M. Broquedis                                   | 1er tour (1/64) | Lilí Álvarez   | -           | -           |
| 1929  | -                                                 | -                                                 | -                                              | -                                              | 3e tour (1/16)  | Helen Jacobs   | -           | -           |
| 1930  | -                                                 | -                                                 | -                                              | -                                              | 2e tour (1/32)  | Freda James    | -           | -           |
| 1931  | -                                                 | -                                                 | -                                              | -                                              | 2e tour (1/32)  | Lilí Álvarez   | -           | -           |
| 1932  | -                                                 | -                                                 | -                                              | -                                              | 2e tour (1/32)  | Elsie Pittman  | -           | -           |

À droite du résultat, l’ultime adversaire.

### En double dames
| Année | Championnat d'Australasie Championnat d'Australie | Championnat d'Australasie Championnat d'Australie | Championnat de France Internationaux de France | Championnat de France Internationaux de France | Wimbledon                  | Wimbledon               | US National | US National |
| ----- | ------------------------------------------------- | ------------------------------------------------- | ---------------------------------------------- | ---------------------------------------------- | -------------------------- | ----------------------- | ----------- | ----------- |
| 1923  | -                                                 | -                                                 | -                                              | -                                              | Finale Evelyn Colyer       | S. Lenglen E. Ryan      | -           | -           |
| 1928  | -                                                 | -                                                 | 1/2 finale Betty Nuthall                       | Suzanne Deve Sylvie Jung                       | 1/2 finale E. Ryan         | P. Saunders P. Holcroft | -           | -           |
| 1929  | -                                                 | -                                                 | -                                              | -                                              | 1/4 de finale Joan Ridley  | P. Howkins D. Shepherd  | -           | -           |
| 1930  | -                                                 | -                                                 | -                                              | -                                              | 1/4 de finale D. Kemmis    | E. Ryan Helen Wills     | -           | -           |
| 1931  | -                                                 | -                                                 | -                                              | -                                              | 3e tour (1/8) D. Kemmis    | D. Shepherd P. Mudford  | -           | -           |
| 1932  | -                                                 | -                                                 | -                                              | -                                              | 3e tour (1/8) Irene Bowder | E. Ryan Helen Jacobs    | -           | -           |

Sous le résultat, la partenaire ; à droite, l’ultime équipe adverse.

### En double mixte
| Année | Championnat d'Australie | Championnat d'Australie | Internationaux de France  | Internationaux de France | Wimbledon | Wimbledon | US National | US National |
| 1928  | -                       | -                       | 1/4 de finale O. Turnbull | Helen Wills F. Hunter    | -         | -         | -           | -           |

Sous le résultat, le partenaire ; à droite, l’ultime équipe adverse.